# 中国人民政治协商会议第十四届全国委员会
中国人民政治协商会议第十四届全国委员会（简称全国政协第十四届委员会或政协第十四届全国委员会）由2169名委员组成，任期为2023年3月至2028年3月。

## 各专门委员会

### 提案委员会
- 主任：刘家义
- 副主任（按姓氏笔画排序）：李世杰、张军扩、赵爱明（女）、高鸿钧、黄国、盛茂林、崔波、崔少鹏、韩卫国

### 经济委员会
- 主任：王国生
- 副主任（按姓氏笔画排序）：马建堂、方光华、尹艳林、付志方、冯正霖、宁吉喆、毕井泉、余蔚平、苗圩、林毅夫、易纲、赵争平、高津、容永祺、黄志祥、戴东昌、易会满（驻会，2024年6月6日增补）、李小鹏（2024年10月11日增补）

### 农业和农村委员会
- 主任：王建军（中共界）
- 副主任（按姓氏笔画排序）：王冬胜、王晓东、龙庄伟（苗族）、叶冬松、刘雷、齐扎拉（藏族，2025年3月2日免职）、张桃林、胡盛寿、黄玉治、梁晔（驻会，2024年10月11日离任）、蒋旭光、邓小刚（驻会，2024年10月11日增补）

### 人口资源环境委员会
- 主任：车俊
- 副主任（按姓氏笔画排序）：乙晓光、王金南、王建军（医卫界）、李微微（女，2024年10月11日免职）、张纪南、陆桂华、欧青平（驻会）、易军、胡泽君（女）、钱智民、龚建明、蔡加讚、翟青、潘立刚

### 教科卫体委员会
- 主任：陈宝生
- 副主任（按姓氏笔画排序）：王志刚、邓清河、刘伟（中共界）、杨小伟、张杰、尚勇、郑和、柯尊平、钱克明、徐延豪、黄卫、曹卫星、曹雪涛、蔡名照、马晓伟（2024年6月6日增补）、曹军（驻会，2024年6月6日增补）、庹震（2024年10月11日增补）、丁学东（2025年3月2日增补）

### 社会和法制委员会
- 主任：徐令义
- 副主任（按姓氏笔画排序）：王少峰、王尔乘、刘晓梅（女，蒙古族）、江广平、阮成发、李民斌、杨万明、吴社洲、陈国庆、姚增科、钱锋（福利保障界）、徐立全

### 民族和宗教委员会
- 主任：张裔炯
- 副主任（按姓氏笔画排序）：边巴扎西（藏族）、多杰热旦（藏族）、李山（宗教界）、李江（女）、李光富、杨发明（回族）、苟仲文（2024年6月6日免职）、林铎、赵宗岐、徐晓鸿、隋青（女，蒙古族，驻会，2024年6月6日离任）、蒋建国、演觉、徐乐江（2024年10月11日增补）、王广华（2025年3月2日增补）

### 港澳台侨委员会
- 主任：刘赐贵
- 副主任（按姓氏笔画排序）：王伟（经济界，驻会）、王荣、仇鸿（女）、邓中华、卢国懿、许又声、吴国华（女）、陈元丰、崔玉英（女，藏族）、屠海鳴

### 外事委员会
- 主任：何平
- 副主任（按姓氏笔画排序）：王宁（中共界）、王民（驻会，2025年3月2日离任）、王炳南、刘结一、李佳鸣（女）、张伯军、陈四清、林松添、隋军（女）、李飞（驻会，2025年3月2日增补）

### 文化文史和学习委员会
- 主任：吴英杰（2024年7月25日免职）
- 副主任（按姓氏笔画排序）：朱生岭、李宝善、吴志良、陈润儿、欧阳坚（白族）、胡纪源（驻会）、姚爱兴、聂辰席、黄建盛、阎晶明、傅兴国、李屹（2025年3月2日增补）

## 历次全体会议

### 第一次会议

#### 會議時間及議程

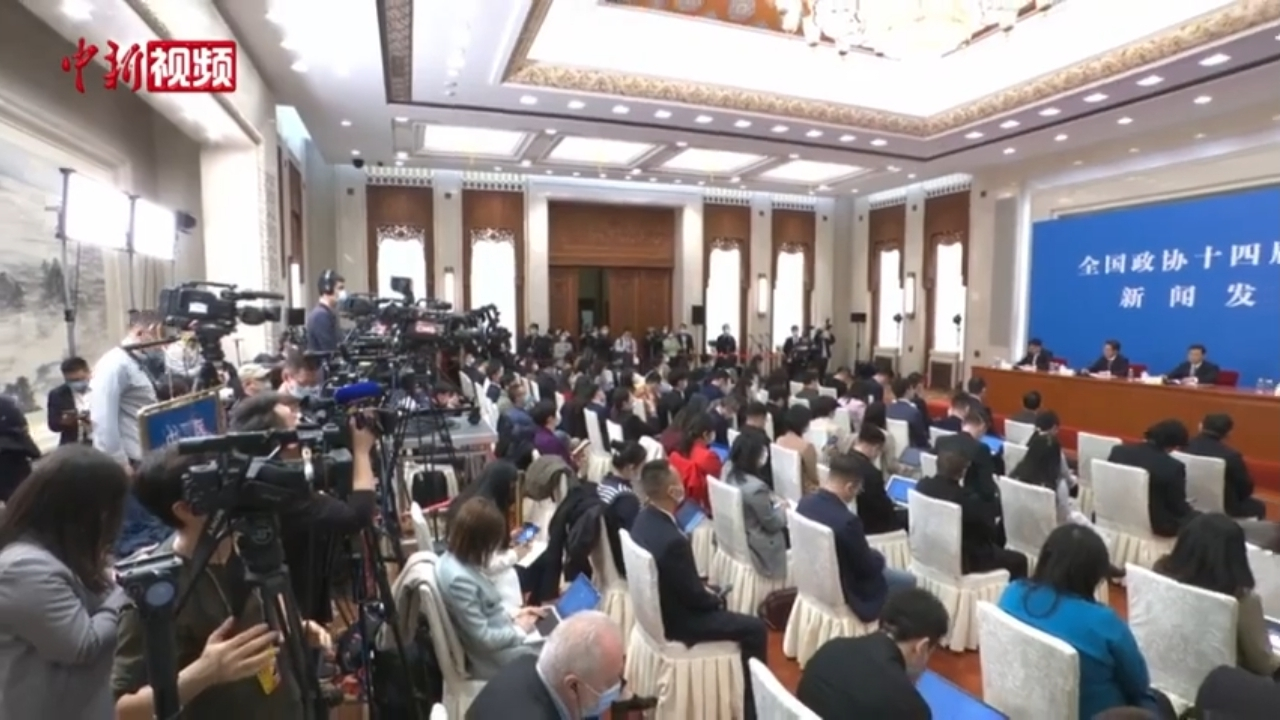
第一次会议首场新闻发布会

中国人民政治协商会议第十四届全国委员会第一次会议于2023年3月4日至3月11日在北京召开。会议共有九项议程：
1. 听取和审议政协全国委员会常务委员会工作报告；
2. 听取和审议政协全国委员会常务委员会关于提案工作情况的报告；
3. 列席第十四届全国人民代表大会第一次会议，听取并讨论政府工作报告及其他有关报告；
4. 审议通过中国人民政治协商会议章程修正案；
5. 选举政协第十四届全国委员会主席、副主席、秘书长、常务委员；
6. 审议通过政协第十四届全国委员会第一次会议政治决议；
7. 审议通过政协第十四届全国委员会第一次会议关于常务委员会工作报告的决议；
8. 审议通过政协第十四届全国委员会第一次会议关于提案工作情况报告的决议；
9. 审议通过政协第十四届全国委员会第一次会议提案审查委员会关于政协十四届一次会议提案审查情况的报告。

#### 會議日程
（依现场实况）
| 日期          | 時間  | 內容                                                                                           |
| ------------- | ----- | ---------------------------------------------------------------------------------------------- |
| 2023年3月4日  | 15:00 | 开幕                                                                                           |
| 2023年3月4日  | 15:08 | 聽取全國政協主席汪洋代表政协第十三届全国委员会常务委员会作工作报告                             |
| 2023年3月4日  | 15:53 | 聽取全國政協副主席邵鸿代表政协第十三届全国委员会常务委员会作提案工作情况的报告                 |
| 2023年3月4日  | 16:17 | 休會                                                                                           |
| 2023年3月5日  | 09:00 | 列席十四届全国人大一次会议开幕会                                                               |
| 2023年3月5日  | 15:00 | 小组会议（审议常委会工作报告和提案工作情况报告）                                               |
| 2023年3月6日  | 09:00 | 小组会议（讨论政府工作报告）                                                                   |
| 2023年3月6日  | 15:00 | 小组会议（讨论政府工作报告、 计划报告、 预算报告和立法法修正草案）                             |
| 2023年3月7日  | 09:00 | 全国政协十四届一次会议第二次全体会议 大会发言                                                  |
| 2023年3月7日  | 09:14 | 巴特尔作关于中国人民政治协商会议章程修正案（草案）的说明                                       |
| 2023年3月7日  | 09:21 | 民革中央副主席，湖南省科协主席，中国工程院院士 田红旗发言                                      |
| 2023年3月7日  | 09:33 | 北京大学新结构经济学研究院院长 林毅夫發言                                                      |
| 2023年3月7日  | 09:44 | 工业和信息化部原部长 苗圩發言                                                                  |
| 2023年3月7日  | 09:53 | 国家电力投资集团有限公司董事长、党组书记 钱智民發言                                            |
| 2023年3月7日  | 10:04 | 中国民间商会副会长，春秋航空股份有限公司董事长 王煜發言                                        |
| 2023年3月7日  | 10:14 | 国农业科学院原党组书记 张合成發言                                                              |
| 2023年3月7日  | 10:25 | 民盟中央副主席，北京国际数学研究中心主任，中国科学院院士 田刚發言                              |
| 2023年3月7日  | 10:33 | 致公党中央常务副主席 张恩迪發言                                                                |
| 2023年3月7日  | 10:43 | 民进中央副主席、云南省主委，云南省政协副主席 李玛琳發言                                        |
| 2023年3月7日  | 10:58 | 四川省政协主席 田向利發言                                                                      |
| 2023年3月7日  | 11:08 | 广西壮族自治区政协主席 孙大伟發言                                                              |
| 2023年3月7日  | 11:17 | 香港特区行政会议成员，香港特区政府食物及卫生局原局长 高永文发言                                |
| 2023年3月7日  | 11:27 | 中国文联副主席，中国舞蹈家协会副主席 迪丽娜尔·阿布拉发言                                       |
| 2023年3月7日  | 11:37 | 休会                                                                                           |
| 2023年3月7日  | 15:00 | 列席十四届全国人大一次会议第二次全体会议                                                       |
| 2023年3月8日  | 09:00 | 小组会议（审议政协章程修正案草案，讨论国务院机构改革方案）                                     |
| 2023年3月8日  | 15:00 | 小组会议（讨论 “两高” 工作报告）                                                               |
| 2023年3月9日  | 09:00 | 小组会议（审议各项决议和报告草案、选举办法草案、候选人名单草案，推举监票人和进行选举准备工作） |
| 2023年3月9日  | 15:00 | 视频会议（大会发言）                                                                           |
| 2023年3月10日 | 09:00 | 界别协商会议（部分界别举行界别协商会议；其他界别举行小组会议，围绕小组关注的热点问题讨论）     |
| 2023年3月10日 | 15:00 | 全国政协十四届一次会议第三次全体会议 选举政协第十四届全国委员会主席、副主席、秘书长、常务委员  |
| 2023年3月11日 | 09:00 | 小组会议（反映社情民意，讨论会议精神传达贯彻事宜）                                             |
| 2023年3月11日 | 15:00 | 全国政协十四届一次会议闭幕会                                                                   |

### 第二次會議

#### 會議時間及議程
中国人民政治协商会议第十四届全国委员会第二次会议于2024年3月4日至3月10日在北京召开。会议共有七项议程：
1. 聽取和審議政協全國委員會常務委員會工作報告
2. 聽取和審議政協全國委員會常務委員會關於政協十四屆一次會議以來提案工作情況的報告
3. 列席第十四屆全國人民代表大會第二次會議，聽取並討論政府工作報告及其他有關報告
4. 審議通過政協第十四屆全國委員會第二次會議政治決議
5. 審議通過政協第十四屆全國委員會第二次會議關於常務委員會工作報告的決議
6. 審議通過政協第十四屆全國委員會第二次會議關於政協十四屆一次會議以來提案工作情況報告的決議
7. 審議通過政協第十四屆全國委員會提案委員會關於政協十四屆二次會議提案審查情況的報告

### 第三次會議

#### 會議時間及議程
中国人民政治协商会议第十四届全国委员会第三次会议于2025年3月4日至3月10日在北京召开。会议共有七项议程：
1. 听取和审议政协全国委员会常务委员会工作报告
2. 听取和审议政协全国委员会常务委员会关于政协十四届二次会议以来提案工作情况的报告
3. 列席第十四届全国人民代表大会第三次会议，听取并讨论政府工作报告及其他有关报告
4. 审议通过政协第十四届全国委员会第三次会议政治决议
5. 审议通过政协第十四届全国委员会第三次会议关于常务委员会工作报告的决议
6. 审议通过政协第十四届全国委员会第三次会议关于政协十四届二次会议以来提案工作情况报告的决议
7. 审议通过政协第十四届全国委员会提案委员会关于政协十四届三次会议提案审查情况的报告

## 外部連結
（简体中文） 中国人民政治协商会议全国委员会门户网站（页面存档备份，存于）